# Sądownictwo II Rzeczypospolitej
Sądownictwo II Rzeczypospolitej – do 1929 roku w Polsce w rzeczywistości nie było jednolitej organizacji sądu powszechnego. W poszczególnych dzielnicach działały sądy, które opierały się na przepisach obowiązujących w okresie rozbiorów. W 1919 roku w ramach unifikacji sądownictwa powołano Sąd Najwyższy, a następnie, 10 lat później, 1 stycznia 1929 roku wprowadzono prawo o ustroju sądów powszechnych, powołujące sądy powszechne jednolite dla całego państwa. Były to sądy grodzkie, orzekające w I instancji w sprawach drobniejszych, sądy okręgowe, rozpoznające w I instancji ważniejsze sprawy i środki odwoławcze od orzeczeń sądów grodzkich, sądy apelacyjne, które rozpoznawały skargi apelacyjne od orzeczeń wydawanych w I instancji przez sądy okręgowe, oraz Sąd Najwyższy, rozpoznający w III instancji skargi kasacyjne. W ramach sądownictwa powszechnego powołano niektóre sądy lub też ich wydziały dla prowadzenia pewnych kategorii: w sądach grodzkich wydziały dla spraw nieletnich, a w sądach okręgowych wydziały dla spraw handlowych, dla prowadzenia rejestrów publicznych (ksiąg gruntowych, rejestrów handlowych i spółdzielczych). Dla pewnych kategorii przestępstw zorganizowano orzekanie z udziałem ławy przysięgłych. Postępowanie cywilne, oprócz sądów powszechnych prowadziły też sądy pracy oraz sądy wojskowe.

## Zasady przewodnie
- Zasada niezawisłości sędziów – sędziowie w sprawowaniu swego urzędu byli niezawiśli i podlegali tylko ustawom. Gwarancją niezawisłości był zakaz usuwania i przenoszenia sędziów, ograniczony wyjątkiem podyktowanymi zmianami w organizacji sądownictwa, dokonanymi przez ustawy oraz immunitet sędziowski. Niektóre gwarancje niezawisłości sędziowskiej podważyło Prawo o ustroju sądów powszechnych z 1928 r. (pozwalało władzy mianującej przenosić sędziów bez ich zgody do innego sądu lub w stan spoczynku).
- Zasada nominacji sędziów – wyjątkiem mieli być sędziowie pokoju, wybierani przez ludność. Mianowanie na stanowisko sędziowskie należało do kompetencji prezydenta. Sędziowie grodzcy do 1930 r. byli mianowani przez ministra sprawiedliwości. Kandydaci na stanowiska sędziowskie musieli ukończyć studia prawnicze, odbyć aplikację sądową i złożyć egzamin sędziowski.
- Zasada wyłącznej kompetencji sądów w sprawach wymiaru sprawiedliwości – od tej zasady po 1926 r. wprowadzono wyjątki (np. w sprawach karnych przekazywano rozpatrywanie wykroczeń organom administracji z możliwością odwołania do sądu)[3]. W 1934 r. rozporządzenie prezydenta przekazało administracji decyzję w sprawie kierowania osób zagrażających bezpieczeństwu i porządkowi publicznemu do obozu odosobnienia w Berezie Kartuskiej[4].
- Zasada udziału czynnika społecznego w wymiarze sprawiedliwości – 1) Konstytucja marcowa przewidywała wybór sędziów pokoju przez ludność oraz udział obywateli w sądach przysięgłych. Prawo o ustroju sądów powszechnych z 1928 wprowadzało przedstawicieli do sądów przysięgłych i sądów handlowych. Ławnicy występowali ponadto w sądach pracy. Konstytucja kwietniowa przemilczała udział przedstawicieli społeczeństwa w wymiarze sprawiedliwości. W 1938 r. zlikwidowano sądy przysięgłych (działały zresztą jedynie w byłej Galicji) i zrezygnowano z powołania sądów pokoju[5].
- Zasada wyłączania z kompetencji sądów uprawnienia do badania legalności – uznawano jednak natomiast ich uprawnienie do badania zgodności z ustawami aktów normatywnych niższego rzędu.
- Zasada hierarchiczno-instancyjnej budowy sądownictwa – sądy były podzielone na określone stopnie, między którymi występowało hierarchiczne podporządkowanie.

## Organizacja sądów powszechnych

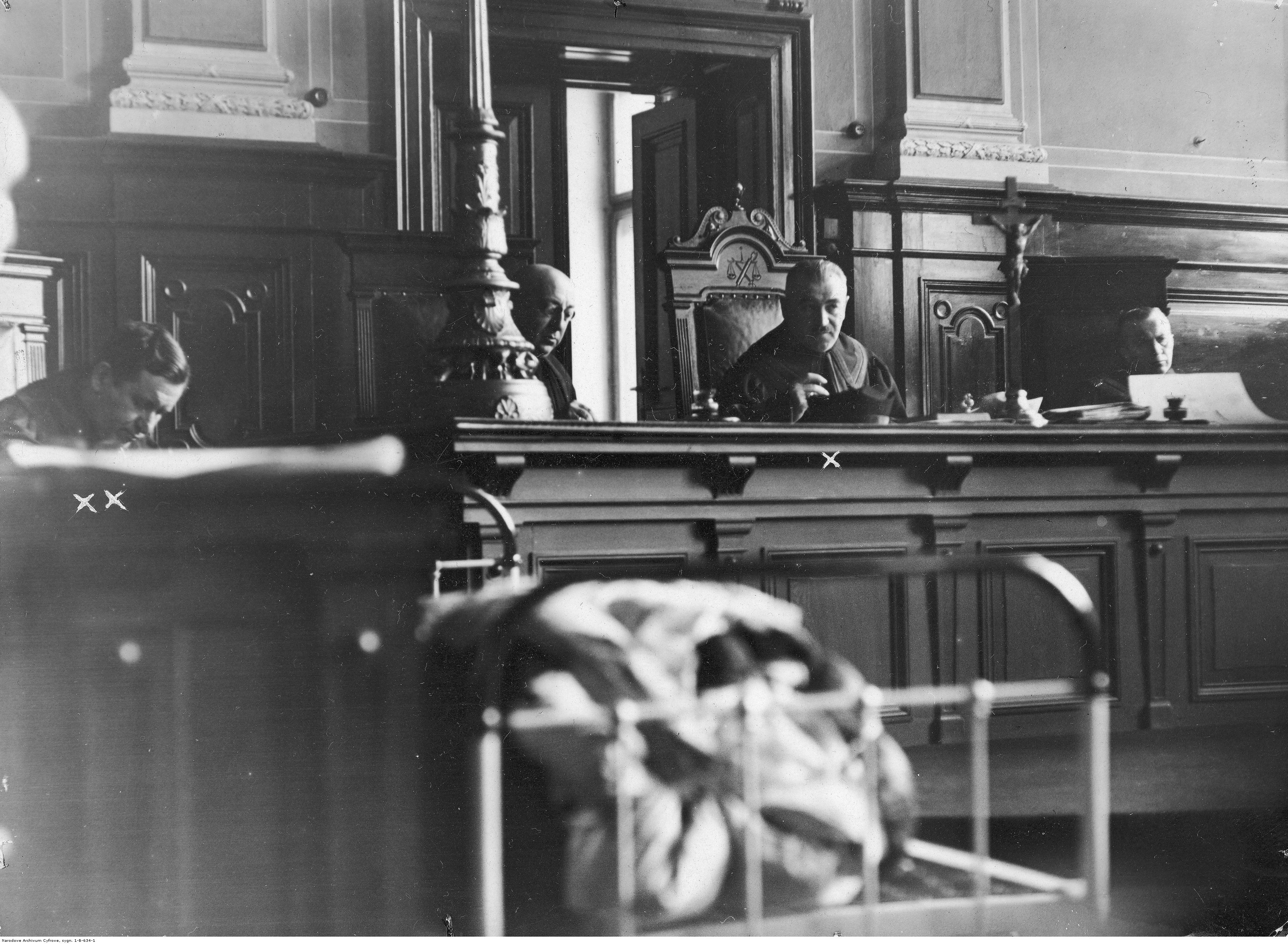
Rozprawa sądowa w okresie II Rzeczypospolitej

Została uformowana w pierwszych latach istnienia II RP przez utworzenie sądów okręgowych i apelacyjnych oraz powołanie Sądu Najwyższego. Odrębności dzielnicowe zachowały się w organizacji sądów I instancji (sądy pokoju bądź sądy powiatowe). Podział na sądy pokrywał się z podziałem administracyjnym państwa na województwa i powiaty.
- Sądy grodzkie – orzekały jednoosobowo jako I instancja w drobnych sprawach cywilnych i karnych oraz udzielały pomocy sądowej innym sądom.
- Sądy okręgowe – sądy I instancji w ważniejszych sprawach karnych i cywilnych; rozpatrywały odwołania od sądów grodzkich. Rozstrzygały sprawy kolegialnie (3 osoby) lub jednoosobowo. Dzieliły się na wydziały. (W sądach okręgowych dla orzekania o zbrodniach zagrożonych cięższymi karami i o przestępstwach politycznych miały być utworzone sądy przysięgłych; na obszarze byłego zaboru pruskiego zniesione już w 1919 r., na terenie byłej Galicji zniesione w 1938 r. po uniewinnieniu działacza endeckiego Adama Doboszyńskiego na mocy decyzji ławy przysięgłych). W sądach okręgowych utworzone wydziały handlowe, które rozpatrywały w składzie: 1 sędzia okręgowy i 2 ławników mianowanych przez ministra sprawiedliwości spośród praktyków zaproponowanych przez izby przemysłowo-handlowe.
- Sądy apelacyjne – II instancja od orzeczeń sądów okręgowych. Jako I instancja mogły orzekać w sprawach szczególnych, przekazanych im przez ustawy. Orzekały w składzie 3-osobowym (wyjątkowo jednoosobowo). Dzieliły się na wydziały.
- Sąd Najwyższy – najwyższa instancja dla sądów powszechnych. Rozpatrywał odwołania od orzeczeń sądów II instancji oraz orzekał w innych sprawach przekazanych mu przez ustawy. Czuwał nad jednolitością orzecznictwa sądowego. Dzielił się na izby: Cywilną, Karną i do spraw adwokatury (ta ostatnia dopiero pod koniec okresu międzywojennego). Orzeczenie wydawał w składzie trzyosobowym, wyjątkowo w 5- lub 7-osobowym, w składzie całej izby lub zgromadzenia ogólnego.

## Sądy szczególne
- Sądy wojskowe – opierały swoją organizację na ustawie z 1919 r., znowelizowanej w 1936 r. Własności osobowej tych sądów podlegali żołnierze, podoficerowie i oficerowie; w niektórych sprawach także osoby cywilnej. Sądziły w oparciu o kodeks karny wojskowy i kodeks wojskowego postępowania karnego.
- Sądy pracy – powołane do życia w 1928 r. Orzekały w spornych sprawach cywilnych wynikłych ze stosunku pracy, sprawach związanych z nauką zawodu, od 1934 r. także w sprawach wynikających ze stosunku chałupniczego. Komplet sądzący składał się z sędziego zawodowego i 2 ławników (po jednym z ramienia pracowników i pracodawców). Przysługiwało stronom odwołanie do sądu okręgowego.
- Sądy wyznaniowe – funkcjonowały na obszarze byłego zaboru rosyjskiego. Rozpatrywały spory w sprawach małżeńskich wyznawców określonych wyznań.
- Trybunał Kompetencyjny – Zapowiedź powołania Trybunału Kompetencyjnego zawarta była w konstytucji z 17 marca 1921 r. Art. 86  Konstytucji marcowej stanowił: „Do rozstrzygania sporów o właściwość między władzami administracyjnymi a sądami będzie powołany na mocy ustawy osobny Trybunał Kompetencyjny”. Jego organizację i tryb funkcjonowania określiła ustawa z dnia 25 listopada 1925 r. Siedzibą Trybunału Kompetencyjnego była Warszawa. Składał się z 2 prezesów i 14 członków mianowanych przez prezydenta na wniosek Rady Ministrów. Kadencja trwała 5 lat.
- Trybunał Stanu.
- Najwyższy Trybunał Administracyjny (NTA) – utworzony na podstawie ustawy z 3 sierpnia 1922 r. rozpoczął swoją działalność 22 października 1922 r. Konstytucja z 17 marca 1921 r. w artykule 73 zapowiedziała powołanie sądownictwa administracyjnego opartego na współdziałaniu czynnika obywatelskiego. Zapowiedź ta nie została zrealizowana. NTA był dla większości ziem polskich sądem jednoinstancyjnym. Na ziemiach byłego zaboru pruskiego istniało sądownictwo I i II instancji i NTA dla tych ziem  był sądem III instancji. NTA składał się z pierwszego prezesa, prezesów i sędziów mianowanych przez prezydenta. Dzielił się na dwie izby: ogólnoadministracyjną i skarbową. Orzekał w kompletach złożonych z 3 lub 7 sędziów albo zgromadzenia ogólnego. Skargę do NTA mógł wnieść każdy, którego prawo naruszano lub obciążano obowiązkiem bez podstawy prawnej. Od 1923 r. rozporządzeniem Prezydenta wprowadzono przymus adwokacki, który miał zapewnić wstępną kontrolę skargi. Zaskarżona decyzja administracyjna musiała być ostateczna (wydana przez ostatnią instancję). Z kompetencji NTA wyłączono sprawy: podlegającej właściwości sądów powszechnych, mianowania na publiczne urzędy i stanowiska, załatwiane w drodze swobodnego uznania, zagraniczne, sił zbrojnych i dyscyplinarne. Postępowanie toczyło się na zasadach jawności, ustności oraz zupełnej równości skarżącego i władzy administracyjnej jako strony pozwanej. Wyroki były ostateczne, ogłaszane publicznie, wydawane w imieniu Rzeczypospolitej Polskiej. W latach 30. rocznie wnoszono około 11 tysięcy skarg. Na wyrok czekano średnio 2 lata. Optymistyczne jest to że, w historii polski był to pierwszy niezawisły sąd administracyjny.

## Prokuratura
Była organem państwa powołanym do ścigania przestępstw. Podporządkowana władzy wykonawczej w osobie ministra sprawiedliwości. Jej organizację unormowało w 1928 r. prawo o ustroju sądów powszechnych. Istniały: Prokuratura Sądu Najwyższego z I prokuratorem I SN na czele, Prokuratury Sądów Apelacyjnych z prokuratorem apelacyjnym na czele, Prokuratury Sądów Okręgowych z prokuratorem okręgowym na czele.
Skazanym na karę śmierci na podstawie wprowadzanych amnestii wyrok zamieniany był na dożywotnie więzienie lub w niektórych przypadkach na 25 lub 20 lat ciężkiego więzienia. Dodatkowo kara ciężkiego więzienia obostrzona była postem raz w miesiącu oraz ciemnicą i twardym łożem przez 24 godziny w każdą rocznicę morderstwa.
Każdy skazany miał prawo odwołać się od wyroku do sądu wyższej instancji a w ostateczności skorzystać z prawa łaski jaką przysługiwała Prezydentowi RP. Nie zawsze jednak Prezydent RP korzystał z tego prawa, wówczas wyrok stawał się prawomocny i rozpoczynano procedury zmierzające do wykonania kary śmierci. Tak było w przypadku Leona L. skazanego wyrokiem Sądu Okręgowego w Grudziądzu z 24 stycznia 1929 r. za zbrodnie z art. 21 kodeksu karnego na sześciokrotną karę śmierci, za zamordowanie rodziców, babki, siostry i dwóch braci. Wyrok stał się prawomocny, ponieważ Sąd Najwyższy oddalił skargę rewizyjną oskarżonego na posiedzeniu w dniu 4 czerwca 1929 r. Prośba zasądzonego o ułaskawienie została według reskryptu ministra sprawiedliwości z 31 października 1929 r. nieuwzględniona a jego wniosek o wznowienie postępowania karnego Sąd Najwyższy na posiedzeniu niejawnym w dniu 9 grudnia 1929 r. oddalił. Wobec tego Prokurator przy Sądzie Okręgowym w Grudziądzu zwrócił się z prośbą o zarządzenie przyjazdu kata celem wykonania wyroku śmierci.
Ze względu na niezachowane w całości materiały archiwalne niezmiernie trudno jest określić choćby procentową liczbę skazanych na karę śmierci i wykonanych wyroków w Polsce.

## Prokuratoria Generalna
Jej działalność regulowały: dekret z 1919 r., ustawa z 1919 r. i rozporządzenie prezydenta z 1924 r. Została utworzona do obsługi prawnej Skarbu Państwa, instytucji i przedsiębiorstw państwowych, zakładów finansowanych przez państwo. Udzielała opinii prawnych organom państwowym. Jej siedzibą była Warszawa.

## Adwokatura
Jej organizację i działalność unormowały przepisy wydane w 1932 r., znowelizowane w 1938. Adwokatura stanowiła wolny zawód, którego głównym zadaniem było świadczenie pomocy prawnej polegającej na obronie i zastępstwie osób przed sądami, komisjami dyscyplinarnymi i innymi organami publicznoprawnymi, udzielanie porad, opracowywanie pism i aktów prawnych. Najwyższym organem samorządu adwokackiego była Naczelna Rada Adwokacka.

## Notariat
Jego działalność normowały przepisy zaborcze zunifikowane w 1933 r. Organizacja wewnętrzna notariatu opierała się na zasadach samorządu.

## Zrzeszenie Sędziów i Prokuratorów Rzeczypospolitej Polskiej
W okresie II Rzeczypospolitej sędziów i prokuratorów skupiało Zrzeszenie Sędziów i Prokuratorów Rzeczypospolitej Polskiej.